# John Ramsay, 13. Earl of Dalhousie

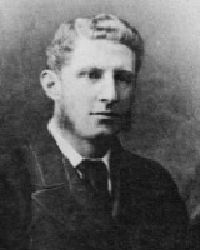
John William Ramsay, 13. Earl of Dalhousie

John William Ramsay, 13. Earl of Dalhousie, KT, PC (* 29. Januar 1847 in Aberdour House, Aberdour; † 25. November 1887 in Le Havre) war ein schottischer Peer und Politiker.

## Familie und Titel
Ramsay war der älteste Sohn des britischen Admirals George Ramsay, 12. Earl of Dalhousie aus dessen Ehe mit Sarah Frances Robertson. Als Heir apparent seines Vaters führte er ab dem 6. Juli 1874 den Höflichkeitstitel Lord Ramsay. Er hatte drei Brüder. Am 6. Dezember 1877 heiratete er in der St. James’s Church Lady Ida Louisa Bennet, Tochter von Charles Bennet, 6. Earl of Tankerville. Mit dem Tod seines Vaters am 20. Juli 1880 gingen dessen Adelstitel als Earl of Dalhousie auf ihn über.
Nach einer Reise in die Vereinigten Staaten mussten Ramsay und seine Frau die Rückreise nach Schottland in Le Havre wegen einer plötzlichen Erkrankung Lady Ramsays unterbrechen. Obwohl sie sich in ärztliche Behandlung begab, starb sie am 24. November 1887 an Sepsis. In der darauffolgenden Nacht erlitt Ramsay einen Schlaganfall und verstarb weniger als 24 Stunden nach seiner Frau. Das Ehepaar wurde gemeinsam auf dem Friedhof von Cockpen, nahe dem Familiensitz Dalhousie Castle beigesetzt. Mit dem Tod Ramsays ging der Titel des Earl auf Dalhousie auf seinen ältesten Sohn Arthur über. Zudem hinterließ er ein Vermögen von 11.438 Pfund Sterling.

## Beruflicher Werdegang
Er diente in der Royal Navy und stieg dort im April 1867 zum Lieutenant und im März 1874 zum Commander auf. Zwischen 1874 und 1880 war er Stallmeister des Duke of Edinburgh. 1875 machte er zudem einen Abschluss am Balliol College der University of Oxford. Bei der Wahl zum britischen Unterhaus 1880 errang er als Kandidat der Liberal Party den Sitz für Liverpool. Diesen musste er jedoch schon im Juli desselben Jahres wieder aufgeben, als beim Tod seines Vaters dessen Adelstitel erbte und dadurch ins House of Lords aufstieg. Zudem war er von 1880 bis 1885 Lord-in-Waiting von Königin Victoria. Am 7. Dezember 1881 nahm ihn die Königin als Knight Companion in den Distelorden auf. Im April 1886 übernahm er als Nachfolger von George Trevelyan den Posten des Schottland-Ministers im Kabinett Gladstones. Zugleich wurde er von Königin Victoria zum Mitglied des Privy Council ernannt.

## Nachkommen
Aus seiner Ehe mit Lady Ida Louisa Bennet hinterließ er fünf Söhne:
- Arthur George Maule Ramsay, 14. Earl of Dalhousie (1878–1928), ⚭ 1903 Lady Mary Adelaide Heathcote-Drummond;
- Hon. Sir Patrick William Maule Ramsay (1879–1962), britischer Botschafter in Griechenland, Ungarn und Dänemark, ⚭ 1917 Dorothy Cynthia Surtees;
- Hon. Sir Alexander Robert Maule Ramsay (1881–1972), Admiral der Royal Navy, ⚭ 1919 Prinzessin Patricia of Connaught;
- Hon. Charles Fox Maule Ramsay (1885–1926), ⚭ 1919 Aline Rose Arbuthnot-Leslie;
- Hon. Ronald Edward Maule Ramsay (1885–1909), Lieutenant der Scots Guards.